# Wilhelm August Lay
Wilhelm August Lay (ur. 1862, zm. 1926) – niemiecki pedagog, przedstawiciel oraz współtwórca kierunku pedagogiki eksperymentalnej w Niemczech. Lay zapisał się w historii pedagogiki jako badacz, który próbował przekształcić pedagogikę w naukę eksperymentalną.

## Ważniejsze prace
- Experimentelle Didaktik (1903)
- Die Tatschule (1911)